# Castletown, Wexford
Castletown är en ort i republiken Irland.   Den ligger i grevskapet Loch Garman och provinsen Leinster, i den östra delen av landet, 70 km söder om huvudstaden Dublin. Castletown ligger 24 meter över havet och antalet invånare är 1 195.
Terrängen runt Castletown är huvudsakligen platt, men åt nordväst är den kuperad. Havet är nära Castletown åt sydost. Närmaste större samhälle är Arklow, 8,4 km norr om Castletown. 